# Stenanona cauliflora
Stenanona cauliflora là loài thực vật có hoa thuộc họ Na. Loài này được (J.W. Walker) G.E. Schatz miêu tả khoa học đầu tiên năm 1994.